# Kara Mahmud Bushati

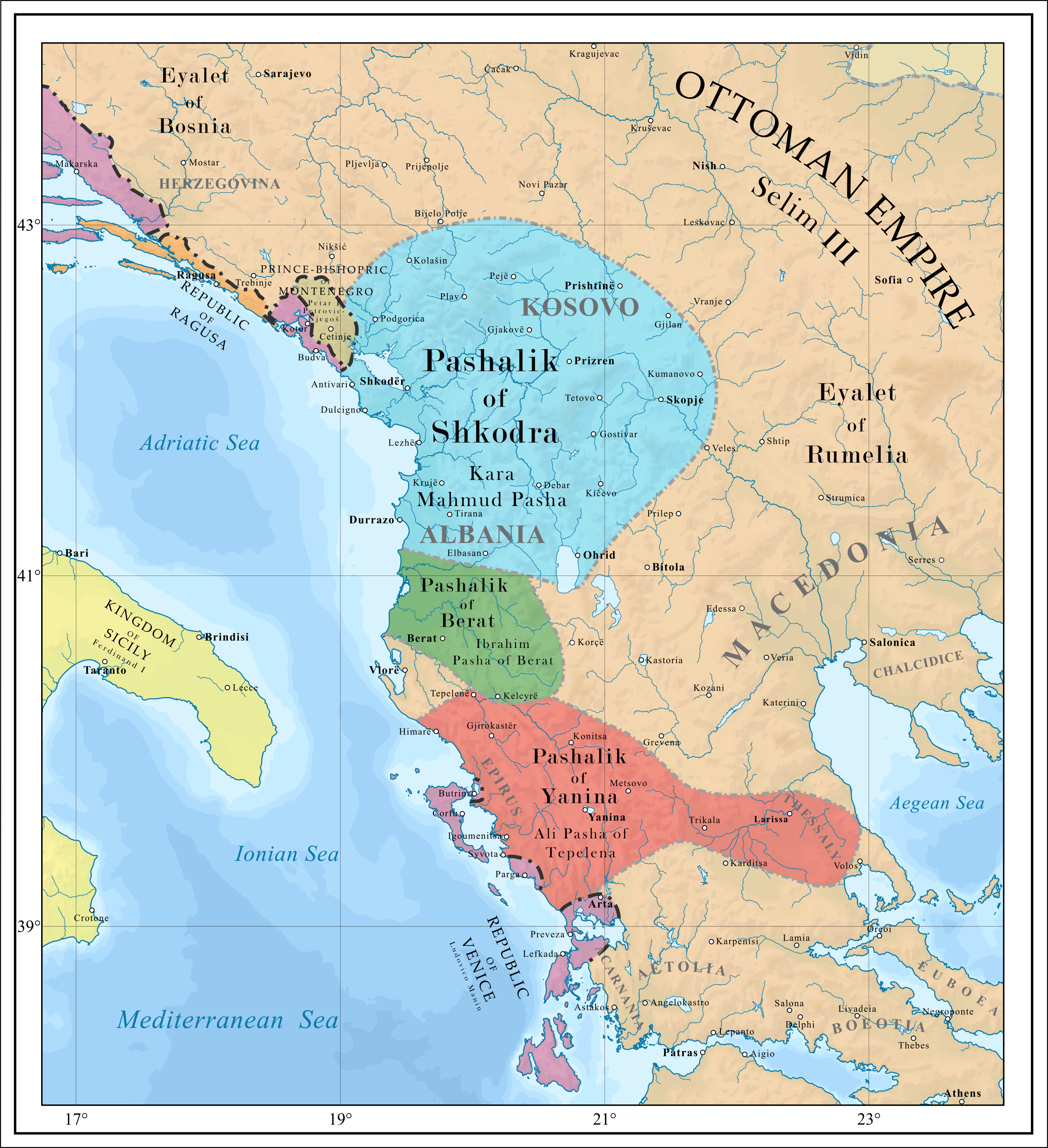
Het pasjalik Shkodër (blauw) onder heerschappij van Kara Mahmud Bushati.

Kara Mahmud Bushati Pasja (1749-1796) was een Albanese gouverneur en officier die heerste over het semi-autonome Pasjalik Shkodër in noord-Albanië binnen het Ottomaanse Rijk waar zijn dynastie Bushati sinds 1757 heerschappij over had.

## Levensloop
Kara Mahmud was de zoon van Mehmed Bushati, de gouverneur van het Pasjalik Shkodër. In 1770 versloeg Kara Mahmud samen met zijn broer Mustafa Griekse rebellen tijdens de Orlov-opstand. In 1772 leidde Mahmud in dienst van zijn vader een leger tegen Montenegro in Ulcinj, waar hij de Montenegrijnse strijdkrachten versloeg en de stad veroverde. In 1775 volgde Kara Mahmud de heerschappij van zijn vader over het Pasjalik Shkodër op. In dat jaar leidde Kara Mahmud tevens een leger tegen Ahmet Kurt Pasha en versloeg hem. Het conflict tussen Ahmet Kurt Pasha en de Bushati's werd veroorzaakt door Ahmet Pasha zijn wil om heerschappij te krijgen over de welvarende regio Durrës.